# Рождество Христово (монета)
Рождество́ Христо́во — памятная монета номиналом 5 гривен, выпущенная Национальным банком Украины. Посвящена рождению в городе Вифлееме 2000 лет назад от Девы Марии и Святого Духа Сына Божьего — Иисуса Христа, основателя христианского вероучения.
Монета была введена в оборот 29 декабря 1999 года. Принадлежит серии «2000-летие Рождества Христова».

## Описание монеты и характеристики
| Номинал грн. | Металл     | Масса, г | Диаметр, мм | Качество изготовления | Гурт     | Тираж, штук |
| ------------ | ---------- | -------- | ----------- | --------------------- | -------- | ----------- |
| 5            | нейзильбер | 16,54    | 35,0        | обычная               | рифлёный | 100 000     |

### Аверс
На аверсе монеты между двумя фигурами ангелов находится изображение малого Государственного герба Украины и надписи: «УКРАЇНА», «5», «ГРИВЕНЬ», «1999», и логотип Монетного двора Национального банка Украины.

### Реверс
На реверсе монеты в обрамлении символичных геометрических фигур воспроизведена библейская легенда про рождение Иисуса Христа — в сиянии вифлеемской звезды изображена Богоматерь с младенцем в окружении домашних животных и волхвов с дарами.

## Авторы
- Художник — Чайковский Роман.
- Скульптор — Чайковский Роман.

## Стоимость монеты
Цену монеты — 5 гривен установил Национальный банк Украины в период её реализации в 1999 году.
Фактическая приблизительная стоимость монеты с годами изменялась так:
| Год        | 2010 | 2011 | 2012 | 2013 | 2014 |
| ---------- | ---- | ---- | ---- | ---- | ---- |
| Цена, грн. | 150  | 155  | 170  | 170  | 143  |